# Саладинова цитадела
Саладинова цитадела (јез-ар قلعة صلاح الدين) је утврђење у Сирији, 30 км источно од града Латакије, изграђена на стени између две дубоке шумовите долине.
Од 2006. године је, заједно с утврђењем Крак де Шевалије, уписана на УНЕСКО-в попис места светске баштине у Азији и Океанији као "најважнији пример размене утицаја и еволуције фортификацијске архитектуре на Блиском истоку током византијског, крсташког и исламског раздобља".

## Историја
Утврђење на овом месту је постојала још у 1. миленијуму пне, за време Феничана, који су је предали Александру Македонском 334. п. н. е. Према предаји, Александар је након неуспешне опсаде утврђења сањао Херкула који му је показао где се налази његова тољага с којом је успео пробити врата утврђења.
За утврђење се поновно чује тек у 10. веку када је византијски цар Јован I Цимискије освојио од алепске династије Хамданинда, и дао изградити њене зидине. Почетком 12. века заузели су је крсташи, те се већ 1119. године спомиње као посед Роберта Саонског који га је добио од кнеза Антиохије, Роџера од Салерна. Данашњи облик утврђења је већином настао тада, а била је позната као једина којом нису управљали витешки редови, нити Јовановци нити Темплари.
У јулу 1188. године утврђење је освојио муслимански војсковођа Саладин, по кому је касније и добила име. Од тада је њоме управљала Наср ал-Динова племићка породица. Мангувири, који су је предали египатском султану Бајбарсу 1273. године. Kратко време, од 1280, њоме је владао локални владар Сонкор ал-Ашкар, али су је Мамелуци поновно освојили 1287. године.
2006. године Крак де Шевалије и Саладинова цитадела су уписане на УНЕСКО-в попис места светске баштине у Азији . Због ратних сукоба, 20. маја 2013. године УНЕСКО је одлучио ставити свих шест места светске баштине у Сирији на попис места свјетске баштине у опасности.

## Одлике
Најзнаменитија посебност утврђења је јарак дубок 28 метара који су, највероватније још Византинци исклесали у живој стени. Он је дуг 156 метара, широк је 14 до 20 метара, и има само јако уски стуб усред јарка који је служио као потпора за покретни мост до главног, јужног портала утврђења. С десне стране улаза се налази крсташки торањ, и још један само пар метара даље, поред велике цистерне за воду и складишта за храну. Ова утврђена врата имају 5 м дебеле зидове и површину од готово 24 м². На северној страни се налазе врата од којих се спуштао покретни мост преко јарка.
У средишту утврђења налази се византијска цитадела, још једна цистерна, крсташки дом и црква спојена на две византијске капеле. Ту су и џамија, и палата с двориштем, купатилом и ајваном, из времена мамелучког султана Kалавуна с краја 13. века.